# Broqueta

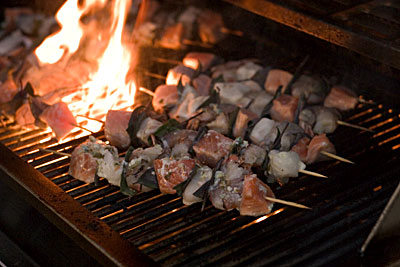
Broqueta de carn.

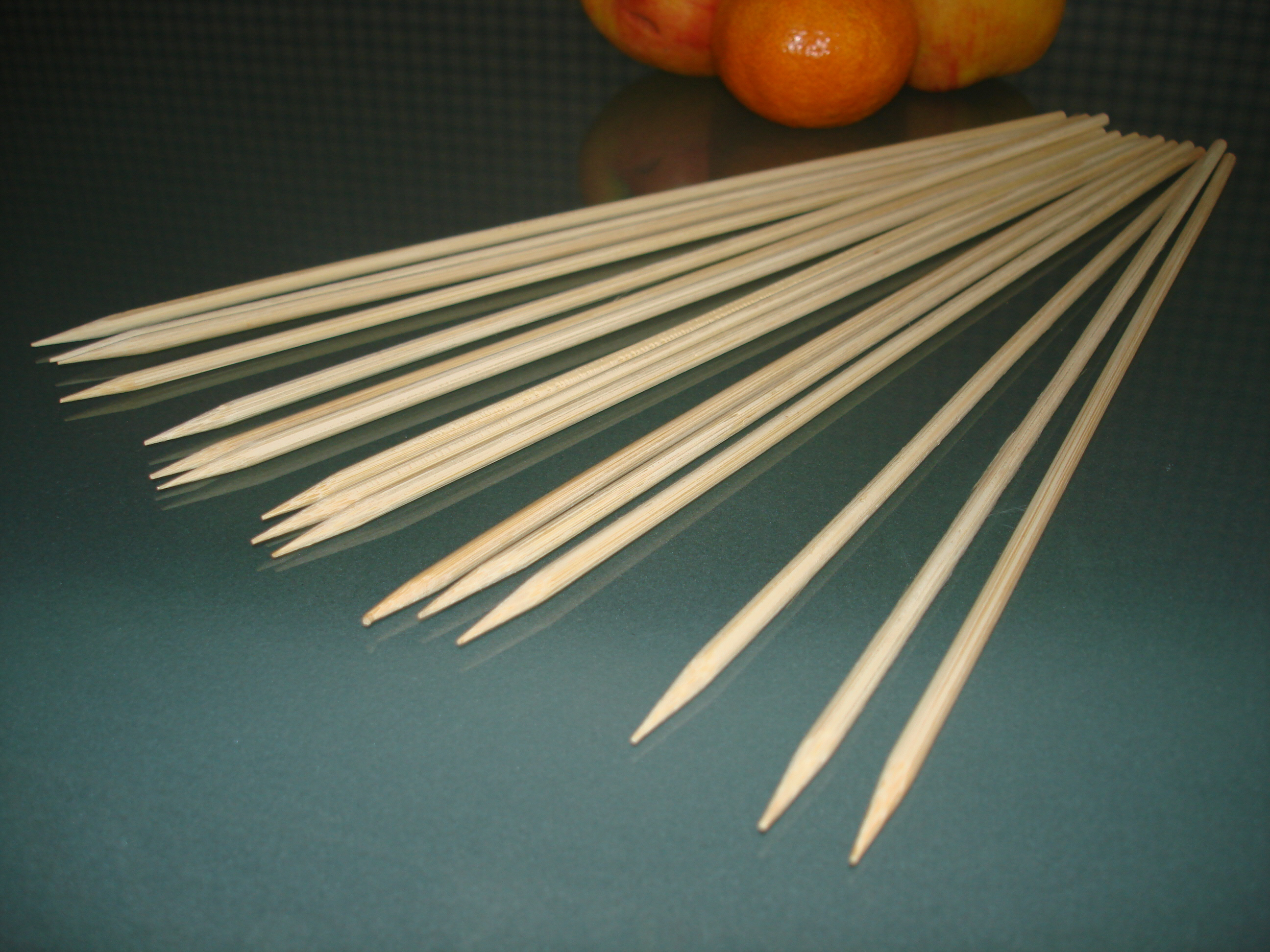
Broquetes de bambú

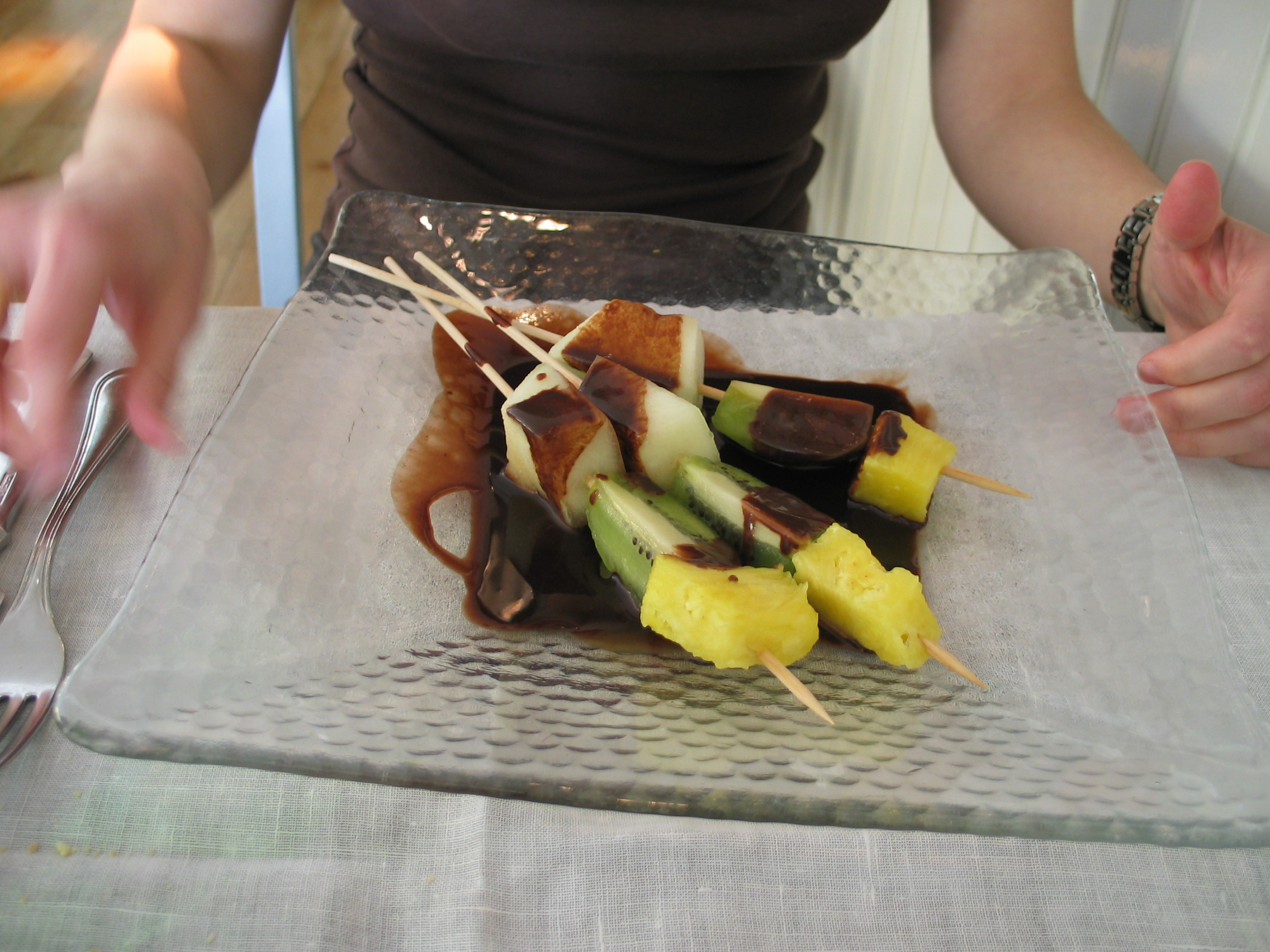
Broqueta de fruita freda i xocolata calenta

Una broqueta és un estri de cuina, que consisteix en una mena d'ast petit de metall o fusta tradicionalment usat per a mantenir un conjunt de carn, peix o verdura units durant el procés de rostit o per coure a la brasa. Si les broquetes comunament es rosteixen a la graella, existeixen variants a la planxa, a la graella o fins i tot crues, variants amb formatge, fruita fresca i dolços. El nombre de variants és il·limitat i finalment depèn únicament de la inspiració culinària del moment. A l'hora de l'aperitiu o de recepcions dempeus, petites broquetes fredes o calents s'aprecien per què poden menjar-se sense coberteria.
Les broquetes de metall són reutilitzades, mentre que les de fusta, sovint de bambú són d'un sol ús. La broqueta pot ser emprada per enfilar trossos de menjar en una fondue, una bagna cabals o preparacions semblants.

## Plats amb broquetes
Termcat esmenta una seixantena de variants, entre aquestes:
- broqueta d'escamarlans flamejats amb vodka
- broqueta d'espàrrecs verds amb romesco
- broqueta de bolets
- broqueta de bonítol en escabetx
- broqueta de fruites amb xocolata
- broqueta moruna

Gastronomia internacional
- chuàn (Gastronomia de la Xina)
- anticuchos (Gastronomia del Perú)
- atzibada (Gastronomia de Portugal)
- şiş kebap (Gastronomia de Turquia)
- xurrasco (Gastronomia del Brasil)
- satay (gastronomia d'Àsia)
- shashlik (Gastronomia de Rússia)
- xauarma (Gastronomia de l'Iran)
- suvlaki o Kalamaki (Gastronomia de Grècia)
- yakitori (Gastronomia del Japó)
- dango (Gastronomia del Japó)
- Kebab (Gastronomia d'Orient Pròxim)